# Liberdade condicional
Livramento ou liberdade condicional é o sistema em que um condenado, ao invés de cumprir toda a pena encarcerado, é posto em liberdade se houver preenchido determinadas condições impostas legalmente.
Neste sentido não se confunde com o sursis, que é a suspensão condicional da pena. Enquanto no livramento condicional um preso é liberto, no sursis a pena deixa de ser aplicada.

## No sistema jurídico brasileiro
Conquanto a moderna historiografia brasileira registre a existência de "liberdade condicional" para escravos durante o período em que o país adotou o sistema servil de trabalho, o termo é juridicamente empregado para o livramento de um réu penal, princípio este absorvido pela República.
Modernamente suas condições de aplicação são descritas no artigo 83 do Código Penal Brasileiro.

## Moçambique
Em Moçambique, a liberdade condicional é tratada no Código Penal.  o artigo 120 do CP dispõe que "Os condenados a penas privativas de liberdade de duração superior a seis meses poderão ser postos em liberdade condicional pelo tempo que restar para o cumprimento da pena, quando tiverem cumprido metade desta e mostrarem capacidade e vontade de se adaptar à vida honesta". 
A decisão judicial que conceder a liberdade condicional deve especificar as obrigações que incumbem .ao libertado e que podem variar segundo o crime cometido, a personalidade do recluso, o ambiente em que tenha vivido ou passe a viver, ou outras circunstâncias atendíveis. As obrigações que poderão ser impostas ao libertado constam do artigo 121 CP e podem ser aplicadas isolada ou cumulativamente, destacando-se a reparação, por uma só vez ou em prestações, do dano causado às vítimas do crime; o exercício de uma profissão ou mister, ou emprego em determinado ofício, empresa ou obra; a proibição do exercício de determinados mesteres; a interdição de residência, ou fixação de residência, em determinado lugar ou região; o cumprimento de deveres familiares específicos, particularmente de assistência;
7º. A obrigação de não frequentar certos meios ou locais, ou de não acompanhar pessoas suspeitas ou de má conduta; a obrigação de prestar caução de boa conduta, entre outras.
A Liberdade condicional é revogada sempre que o libertado condicionalmente cometer outro crime da mesma natureza daquele por que foi condenado ou qualquer crime doloso pelo qual venha a sofrer pena privativa de liberdade, a liberdade condicional será revogada.
Se não tiver bom comportamento ou não cumprir alguma das obrigações que lhe tenham impostas, a liberdade
condicional pode ser revogada ou alterado o seu condicionamento.
Quando revogada a liberdade condicional, o condenado terá de completar o cumprimento da pena, não se descontando o tempo que passou em liberdade.pelo Código de Processo Penal daquele país, em seu Livro X, que trata da execução penal, Título II (trata da execução da pena de prisão), Capítulo II. Ali, nos artigos 467 a 469 o legislador disciplina a forma pela qual o benefício é cumprido.